# Kristofer Hivju
Kristofer Hivju, né le 7 décembre 1978 à Oslo, est un acteur norvégien.
Il est notamment connu pour avoir tenu le rôle de Jonas dans le film The Thing (2011), celui de Tormund dans la série Game of Thrones, celui de Nivellen dans la série The Witcher, et plus récemment celui de Rhodes dans le film Fast and Furious 8 (2017).

## Biographie
Kristofer Hivju est né le 7 décembre 1978 à Oslo, Norvège.
Il est le fils de l'acteur Erik Hivju et Lieselotte Holmen. Il est le petit-cousin de la comédienne Isabelle Nanty,.
En 2004, il est diplômé d'une subdivision de l'Académie russe des arts du théâtre installée à Aarhus, au Danemark.

### Vie privée
Il est en couple avec la réalisatrice Gry Molvær. Ils se sont mariés en 2015. Ils ont deux filles, Noor, née en 2007 et Sylja, née en 2008.

## Filmographie

### Cinéma

#### Longs métrages
- 2008 : Manhunt (Rovdyr) de Patrik Syversen : l'homme dans le café
- 2011 : The Thing de Matthijs van Heijningen Jr. : Jonas
- 2013 : After Earth de M. Night Shyamalan : le chef de la sécurité
- 2014 : Refroidis (Kraftidioten) d'Hans Petter Moland : Erik "Strike" Smith
- 2014 : Snow Therapy (Turist) de Ruben Östlund : Mats
- 2014 : Opération Arctique (Operasjon Arktis) de Grethe Bøe-Waal : un homme
- 2015 : Wendyeffekten d'Ole Endresen : Percy
- 2016 : The Last King (Birkebeinerne) de Nils Gaup : Torstein
- 2017 : Fast and Furious 8 (The Fate of the Furious) de F. Gary Gray : Rhodes
- 2020 : Downhill de Nat Faxon et Jim Rash : Michel
- 2021 : Tre nøtter til Askepott de Cecilie A. Mosli : un dresseur de chevaux
- 2023 : Crazy Bear (Cocaine Bear) d'Elizabeth Banks : Olaf
- 2024 : Long Distance (Distant) de Josh Gordon et Will Speck : Dwayne
- 2024 : Red One de Jake Kasdan : Krampus
- 2025 : Afterburn de J. J. Perry

#### Courts métrages
- 2005 : Closework de Kristoffer Metcalfe : l'infirmier
- 2008 : En perfekt dag for golf d'Eric Magnusson : Gudmund, l'ambulancier
- 2011 : Min Siste Bull d'Onur Genc : la victime
- 2013 : Haikeren d'Anders Teig : Torgeir
- 2014 : Its Ok de Kristoffer Metcalfe : le hipster

### Télévision

#### Séries télévisées
- 2001 : Fox Grønland : Jim Olsen
- 2007 : Størst av alt : Ben
- 2007 : Seks som oss : un client du bar
- 2013 : Kampen : un commentateur
- 2013 - 2019 : Game of Thrones : Tormund Giantsbane
- 2014 : Lilyhammer : Tormod
- 2016 / 2018 / 2020 - 2022 : Beck : Steinar Hovland
- 2017 : La Garde du Roi Lion (The Lion Guard) : Kenge (voix)
- 2019 : Twin : Erik / Adam
- 2020 : La Bande à Picsou (DuckTales) : Jormungandr (voix)
- 2021 : The Witcher : Nivellen
- 2024 : The Gentlemen : Florian de Groot
- 2024 : Twilight of the Gods : Andvari (voix)

## Distinctions

### Récompense
- 2015 : Guldbagge Awards : Meilleur acteur dans un second rôle pour Snow Therapy

### Nominations
- 2014 : Screen Actors Guild Awards : Meilleure distribution d'ensemble dans une série dramatique pour Game of Thrones
- 2017 : Screen Actors Guild Awards : Meilleure distribution d'ensemble dans une série dramatique pour Game of Thrones

## Voix françaises
- Boris Rehlinger dans :
  - Game of Thrones (série télévisée)
  - The Witcher (saison 2)
  - Long Distance
  - Red One

Et aussi
- Bernard Gabay dans The Thing
- Joël Zaffarano dans After Earth
- Cyrille Monge dans Fast and Furious 8
- Jérôme Pauwels dans Crazy Bear